# Novi Lazi
Novi Lazi (nemško Hinterberg, kočevarsko: Hintrparg) so naselje v občini Kočevje. Pri vasi je vzletišče Novi Lazi.